# Martin Nielsen (dokumentarfilm)
|  | Denne artikel er oprettet af botten Steenthbot ud fra en ekstern database. Den kan derfor have sproglige fejl eller mangler. Denne skabelon kan fjernes efter kontrol af indholdet. |

 For alternative betydninger, se Martin Nielsen. (Se også artikler, som begynder med Martin Nielsen)
Martin Nielsen er en dansk dokumentarisk optagelse fra 1961.

## Handling
Møde i Enghaveparken den 25. juni 1961, hvor Land og Folks redaktør Martin Nielsen hyldes efter sin løsladelse fra tre måneders fængselsstraf efter at have tabt en injuriesag anlagt af general Viggo Hjalf. Blandt de fremmødte ses "General Johansen" alias Svend Wagner.